# Canon EOS 600D
Canon EOS 600D (v Severní Americe Canon EOS Rebel T3i a v Japonsku Canon EOS Kiss X5) je digitální zrcadlovka (DSLR) se snímačem 18 Mpix z řady fotoaparátů Canon EOS. Je to následovník fotoaparátu Canon EOS 550D/EOS Rebel T2i. Do prodeje byl uveden v únoru 2011.

## Vlastnosti
- 18megapixelový senzor CMOS
- obrazový procesor DIGIC IV
- 14bitový převodník signálu
- natáčení videa v rozlišení Full HD (1080p) – rychlostí 30/25/24 snímků za sekundu
- natáčení videa v rozlišení HD (720p) – rychlostí 50 nebo 60 snímků za sekundu
- 3.0" LCD displej s podporou Live View
- 9-bodový autofokus
- citlivost ISO v rozmezí 100 až 6400, rozšiřitelná až na 12800
- integrovaný čisticí systém snímače EOS
- kompatibilita s objektivy typu EF/EF-S a blesky EX Speedlite
- sériové snímání rychlostí 3,7 snímků za sekundu